# Làng Lanckorona
Lanckorona [lant͡skɔˈrɔna] là một ngôi làng nằm cách 30 km phía tây nam Kraków ở Lesser Ba Lan. Nó nằm trên sông Skawinka, giữa những ngọn đồi của Beskids, 545 m  trên mực nước biển. Nó được biết đến với lâu đài Lanckorona, ngày nay trong đống đổ nát. Lanckorona còn được biết đến với Trận chiến Liên minh Bar diễn ra tại Lâu đài Lanckorona và trong vòng 4 km phạm vi phía nam của thị trấn biên giới vào ngày 22 tháng 2 năm 1771. Trong những năm gần đây, Lanckorona đã trở thành một điểm thu hút khách du lịch cho những ngôi nhà gỗ thế kỷ XIX được bảo tồn tốt ở trung tâm của nó. Thị trấn Lanckorona được thành lập bởi Casimir III Đại đế vào năm 1336, để bảo vệ con đường đến Kraków, sau khi tạo ra các biên giới khu vực mới theo sự tôn kính của Mieszko I, Công tước xứ Cieszyn cho Wenceslaus II của Bohemia năm 1291. Lanckorona mất quyền thị trấn vào ngày 13 tháng 7 năm 1933 khi dân số giảm.

## Lịch sử
Theo tài liệu của Jan Długosz, nhà biên niên sử và nhà ngoại giao, trong các bản thảo của ông, Casimir III Đại đế đã dựng lên Lâu đài Lanckorona để bảo vệ con đường đến Kraków và biên giới của nó với Công tước Oświęcim. Lâu đài Lanckorona đã đứng tại thời điểm xây dựng Nhà thờ Công giáo La Mã Saint John the Baptist vào năm 1336. Trong Đạo luật thị trấn của mình, Vua Casimir III Đại đế trao cho cư dân của mình quyền tổ chức một thị trường thị trấn thứ năm hàng tuần cũng như nhượng bộ để nhập khẩu bia vào thị trấn. Vào thời điểm đó, cư dân của Lanckorona được hưởng các quyền tương tự như cư dân của thành phố thủ đô Kraków lân cận lớn hơn nhiều.
Hai trong số các trận chiến chính của Liên minh Bar diễn ra trên vùng đồng bằng trước Lanckorona.
Vào ngày 22 tháng 2 năm 1771, những người trong liên minh Bar bảo vệ Lanckorona và Lâu đài của nó khỏi quân đội Nga do Alexander Suvorov lãnh đạo. 

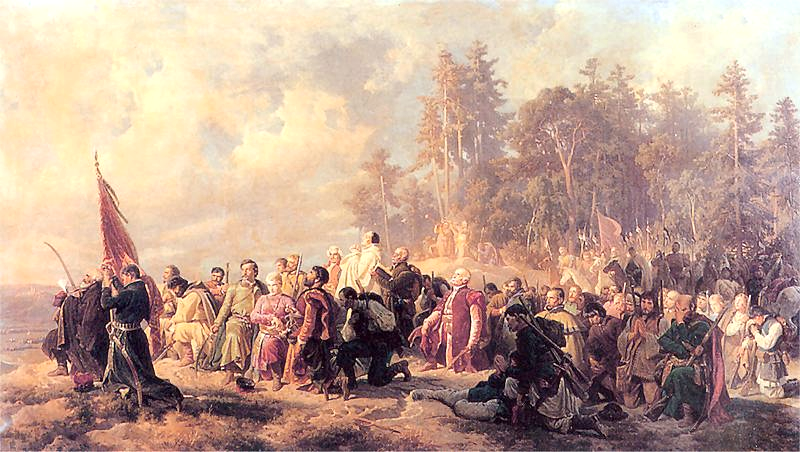
Cầu nguyện của quân đội trước trận Liên minh Bar tại Lanckorona

Liên đoàn Bar (tiếng Ba Lan: Konfederacja Barska, 1768 -1772), là một liên minh gồm các quý tộc và quý tộc Ba Lan được thành lập để bảo vệ các quyền tự do của giới quý tộc trong Giáo hội Công giáo La Mã và sự độc lập của Ba Lan khỏi sự xâm lấn của Nga. Các hoạt động của nó đã gây ra một cuộc nội chiến, sự can thiệp của nước ngoài và Phân vùng thứ nhất của Ba Lan. Vào tháng 2 năm 1768, Nga đã buộc Sejm (cơ quan lập pháp) của Ba Lan từ bỏ các dự án cải cách nội bộ, trao toàn quyền chính trị cho những người chống đối tôn giáo (tức là thành viên của tín ngưỡng Tin Lành và Chính thống giáo), và biến Ba Lan thành nước bảo hộ Nga. Trong phản ứng, Adam Stanisław Krasinski, các giám mục của Kamieniec, Józef Pulaski, và Michał Hieronim Krasinski đã tổ chức một liên minh tại Pháo đài Ba Lan của Bar, Ukraine (29 tháng 2 năm 1768) mà ngày nay là một vùng Podolia tại Nga để phản đối cả Vua Ba Lan Stanisław II August Poniatowski và Nga.
Józef Pułaski và con trai của ông Casimir Pulaski là những người sáng lập của Liên đoàn Bả. Casimir Pulaski tiếp tục trở thành "cha đẻ của kỵ binh Mỹ khi ông di cư đến Bắc Mỹ để giúp đỡ trong sự nghiệp Cách mạng Mỹ và tự do ở đó. Ông nổi bật một cách anh hùng trong suốt cuộc cách mạng, đáng chú ý nhất là khi ông cứu mạng George Washington và trở thành một vị tướng trong Lục quân Lục địa, và khi ông tạo ra Quân đoàn kỵ binh Pulaski và cải tổ kỵ binh Mỹ.

Năm 1602, Mikołaj Zebrzydowski các Voivode của Kraków và Lanckorona ủy quyền việc xây dựng các Kalwaria Zebrzydowska tu viện và những con đường mòn của Passion của Chúa Kitô trong thị trấn lân cận của Kalwaria Zebrzydowska theo mô hình Calvary bên ngoài các bức tường thành phố Jerusalem. 
Lanckorona points of interest
- Picturesque ruins of Lanckorona Castle constructed in 1336, defended in 1771
- View from Lanckorona toward the field of Battle of the Bar Confederation
- Parish Church in Lanckorona founded by Casimir III the Great in 1336